# 洪都拉斯革命黨
洪都拉斯革命黨（西班牙語：Partido Revolucionario Hondureño）是一個已不存在的洪都拉斯小型秘密左翼政黨，該黨曾活躍於農民運動，並在1992年與其他3個政黨共同合併为“民主統一”党。